# Simontorp, Östra Göinge kommun
Simontorp är en ort i Östra Göinge kommun i Skåne län, belägen mellan Glimåkra och Lönsboda.
Simontorp består numera av omkring sju hushåll och några fritidshus.